# Piper ramipilum
Piper ramipilum är en pepparväxtart som beskrevs av C. Dc.. Piper ramipilum ingår i släktet Piper och familjen pepparväxter. Inga underarter finns listade i Catalogue of Life.